# Comtat de Caldes de Montbui
|  | No s'ha de confondre amb Marquesat de Caldes de Montbui. |

Escut de Caldes de Montbui

El Comtat de Caldes de Montbui és un títol nobiliari espanyol creat el 22 d'abril de 1919 pel rei Alfons XIII a favor de Manuel Sanllehy i Girona.
Manuel Sanllehy i Girona era fill de Domènec Joan Sanllehy i Alrich i d'Anna Girona i Vidal, I marquesa de Caldes de Montbui, i germà de Carles Sanllehy i Girona, II marquès de Caldes de Montbui.
Aquest títol va ser rehabilitat en 2007 per Berenguer Sanllehy i de Madariaga.
La seva denominació fa referència a la localitat de Caldes de Montbui en la província de Barcelona.

## Comtes de Caldes de Montbui
|                                 | Titular                           | Període                 |
| Creació per Alfons XIII         | Creació per Alfons XIII           | Creació per Alfons XIII |
| ------------------------------- | --------------------------------- | ----------------------- |
| I                               | Manuel Sanllehy i Girona          | 1919-1996               |
| Rehabilitació per Joan Carles I |                                   |                         |
| II                              | Berenguer Sanllehy i de Madariaga | 2007-actual titular     |

## Història dels Comtes de Caldes de Montbui
- Manuel Sanllehy i Girona († en 1996), I comte de Caldes de Montbui. En 1939 formà part del consistori barceloní de Miquel Mateu i Pla.[3]

Rehabilitació en 2007:
- Berenguer Sanllehy i de Madariaga, II comte de Caldes de Montbui. Va succeir en aquest títol en 2002, però va ser desposseït en 2003. Rehabilitat al seu favor en 2007.[4]